# Brulé

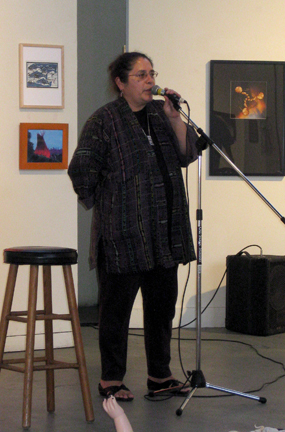
Janeen Antoine (Sichangu Lakota), curatrice, educatrice e direttrice dell'American Indian Contemporary Arts

Gli Sichangu, noti come Sičháŋǧu Oyáte (in lakota) - chiamati Brulé (letteralmente "bruciati", secondo la tradizione con riferimento alle "cosce bruciate" o alle "schiene bruciate" nell'attraversare una pianura o un'estensione boscosa in fiamme), traducendo semplicemente il nome, dai francesi - sono una fra le due maggiori delle sette suddivisioni (a volte chiamate impropriamente bande o anche "sotto-tribù") dei nativi americani Teton (Titonwan) Lakota; il nome deriva, secondo la tradizione, da un evento accaduto nel periodo della migrazione attraverso i Plains, quando gli Sichangu incapparono in un incendio e molti fra loro riportarono più o meno gravi ustioni.
La maggioranza degli Sichangu abita nella riserva indiana di Rosebud nel sud ovest del Dakota del Sud, dove sono federalmente riconosciuti come Tribù Sioux Rosebud o Sichangu Oyate, mentre un gruppo minore abita nella riserva indiana di Lower Brule sulla riva occidentale del fiume Missouri; le due tribù sono ormai politicamente indipendenti l'una dall'altra.

## Storia
Provenienti dalle pianure boscose del Minnesota nel XVI secolo, i Teton successivamente si spostarono gradualmente verso ovest, per finire ad abitare nelle regioni tra il Montana e il confine sud del Canada, dagli inizi del XIX secolo.
Questo territorio era spesso conteso ai Crow, popolazione nativa americana che si era stanziata nelle vicine regioni del nord-ovest.
I conflitti tra gli Sichangu e il governo statunitense iniziarono ad accendersi a partire dalla metà dell'Ottocento, esplodendo con il c.d. "massacro di Grattan" e aggravandosi con l'apertura da parte degli Stati Uniti del "sentiero di Bozeman", che attraversava il territorio lakota e faceva fuggire i bisonti, fonte essenziale di cibo e vestiario nella vita dei nativi nordamericani.
Nel decennio 1850 emersero tra gli Sichangu diversi capi guerrieri, tra i quali Sinte Galeshka (Coda Chiazzata), che, quasi al termine della "Guerra di Secessione", guidò con successo la reazione dei Teton e dei loro alleati Cheyenne e Arapaho contro l'invasione dei coloni diretti nel Colorado lungo la pista del Platte River e la vendetta per il massacro di Sand Creek, prima di unirsi alla fase iniziale della lotta contro la costruzione di forti militari e poi di una linea ferroviaria lungo il "Bozeman Trail" (un progetto ferroviario che avrebbe dovuto collegare il Wyoming ai bacini auriferi del Montana), e depose le armi, dopo due anni di guerra, soltanto in seguito all'abbandono del progetto da parte del Governo statunitense.
A partire dalla fine degli anni sessanta dell'Ottocento, e comunque dopo la guerra di secessione americana, il governo di Washington ebbe a disposizione un maggior numero di uomini da inviare nel "lontano Ovest", aumentando le dimensioni del conflitto con i nativi. Le battaglie tra i due schieramenti erano necessariamente un "tocca e fuggi" da parte dei primi, che per inferiorità numerica e tecnologica, non avevano speranze di vittoria in campo aperto. Una grande riserva per gli Sichangu fu istituita a Rosebud, dove la grande maggioranza di essi si radunò sotto la guida di Coda Chiazzata, e una riserva più piccola fu istituita a Lower Brulè..

## Bande o Tiyošpaye storiche Sichangu ("Brulé")
Assieme agli Oglala Sioux, stanziati nella riserva indiana di Pine Ridge, sono spesso chiamati Lakota meridionali. Sono divisi in tre gruppi regionali: 
- Alti Brulé (Heyata Wicasa Oyate)
- Bassi Brulé (Kul Wicasa Oyate)[3]
- Brulé del Platte

Secondo lo stregone Sichangu Tatánka Wakan ("Bisonte Sacro") le divisioni erano ulteriormente suddivise nelle seguenti tiyošpaye o bande, divise a loro volta in varie tiwahe locali (famiglie):
- Iyakoza
- Chokatowela
- Shiyolanka
- Kanghi yuha
- Pispiza wichasha
- Waleghaunwohan
- Wacheunpa
- Shawala
- Ihanktonwan
- Nakhpakhpa
- Apewantanka